# Никомидино
Никомидино, още Веренос или Воренос (на гръцки: Νικομηδινό, катаревуса Νικομηδινόν, Никомидинон, до 1927 Βορένος, Воренос), е село в Егейска Македония, Гърция, част от дем Бешичко езеро в административна област Централна Македония.

## География
Никомидино е разположено в центъра на северната част на Халкидическия полуостров.

## История

### Средновековие
Около Никомидино има много останки от класическата, римската и късноантичната епоха – в местностите Кастели и Вамвакия, в хълмовете югоизточно от селото и в местностите Вамвакада, Палеокастело и Омаларес североизточно от селото.
Селото е засвидетелствано в 1416 година в писмо на митрополит Гавриил I Солунски, съхранявано в манастира Ватопед, което взима селата Суда (Σούδα) и Воренон или Варенон (Bορένον, Bαρένον) от Ардамерската епископия и ги предава на Литийската и Рендинска епископия. Тези две села епископ Григорий Ардамерски успява да присъедини към епархията си, но епископ Христодул Рендински поисква да му се отнемат. Митрополит Григорий Солунски поверява разследването на случая на Георгий Сиропулос, велик хартофилакс на Солунската митрополия.
Средновековното село е било разположена в склоновете на планината, на около 400 m южно от сегашното. В XIX век върху по-стар храм там е изградена църквата „Свети Димитър“, която дава името и на хълма. Мястото на църквата е било гробище в Палеологово време. Цялата площ е 1 декар, като са запазени две вековни дървета. През 1960 година е решено местността да се заравни, за да се използва за селско стопанство и стотици кубични метри почва заедно с останките на византийското селище са изринати в съседния поток. Спасени са единствено основите на сграда от VI век.
Около гробищната църква „Света Параскева“ в южния край на селото са открити архитектурни елементи от раннохристиянска базилика. В храма „Света Неделя“ в североизточния край са намерени мраморни колони от римско време. Разпръснати архитектурни елементи има и край църквата „Свети Атанасий“ на 200 m югозападно, както и край аязмото Света Параскева. Архитектурните елементи са събрани в старата сграда на община Аполония, дадена на IX ефория за византийски старини.
В селото е запазена мелницата на С. Александридос от началото на XX век, стара винарна, както и две забележителни къщи от същата епоха – на Стерьос Аймамидис и на Евстатиос Киликидис. В детската градина на селото има запазен османски надпис, който според сведения от местни хора е от кула в селото.

### В Османската империя
В османски документи от 1478 година селото е споменато като Ворено, в XVI век като Воронос и Воренос и в 1862 година като Виренос, Веренос и Вурен. В XVI – XVII век селото е християнски чифилк в нахия Пазаргия и принадлежи към въглищарските села.
Александър Синве („Les Grecs de l’Empire Ottoman. Etude Statistique et Ethnographique“), който се основава на гръцки данни, в 1878 година пише, че във Вуренсис (Vourensis) живеят 120 гърци. Към 1900 година според статистиката на Васил Кънчов („Македония. Етнография и статистика“) във Веренос живеят 170 гърци християни.
По данни на секретаря на Българската екзархия Димитър Мишев („La Macédoine et sa Population Chrétienne“) в 1905 година в Веренос (Verenos) има 180 жители гърци.

### В Гърция
В 1912 година по време на Балканската война във Веренос влизат гръцки части и след Междусъюзническата война в 1913 година остава в Гърция. В 1913 година селото (Βερενός) има 140 жители. През 1926 година в селото са заселени гърци бежанци от Никомидия. На следната година е прекръстено на Никомидино (тоест Никомидийско). Според преброяването от 1928 година селото е смесено местно-бежанско със 72 бежански семейства с 308 души. До 2011 година Никомидино е част от дем Аполония.
В 1974 година е изградена църквата „Света Параскева“, в която се пазят ценни икони.
- Църквите на селото
- „Свети Атанасий“
- „Света Неделя“
- „Свети Димитър“